# NGC 404
NGC 404 es una galaxia lenticular situada en la constelación de Andrómeda, a una distancia de poco más de 3 megaparsecs de nuestra galaxia.
Esta galaxia es conocida cómo El fantasma de Mirach, por estar muy cerca de esa estrella —la cual la hace difícil de observar telescópicamente—, y se caracteriza por un lado por ser un ejemplo de "galaxia lenticular enana", una galaxia lenticular de baja luminosidad y tamaño —en este caso, comparable a la de la Pequeña Nube de Magallanes—, y por otro por existir una elevada cantidad (para una galaxia de su tamaño y tipo) de hidrógeno neutro —concentrado en dos grandes anillos que rodean a la galaxia— e hidrógeno molecular, quizás capturados por ella de una galaxia irregular con la que se unió, y finalmente —a diferencia de numerosas galaxias lenticulares— por poseer cierta cantidad de estrellas jóvenes; una imagen recientemente tomada en el ultravioleta muestra un anillo de estrellas recién nacidas rodeando su núcleo, dónde existe un cúmulo de estrellas con 11 millones de veces la masa de nuestro Sol, así como tal vez un agujero negro central con una masa de entre menos de 100 000 y 400 000 masas solares; otros estudios más recientes muestran también formación estelar, aunque a una escala mucho más modesta en las regiones exteriores de la galaxia.
NGC 404 se halla aislada en el espacio, sin ninguna otra galaxia a menos de 1,1 megaparsecs de ella, y se ha afirmado que sus propiedades son el resultado de la fusión entre las galaxias que previamente habían formado un grupo de galaxias. De hecho, estudios de las poblaciones estelares de esta galaxia sugieren que hace mil millones de años, NGC 404 fue una galaxia espiral que se convirtió en lenticular al fusionarse con otras galaxias, siendo los anillos de gas mencionados anteriormente los restos de dicha fusión. 
La imagen mostrada ha sido tomada por el telescopio espacial Hubble, y en ella se pueden apreciar algunas nubes de polvo cercanas al centro galáctico así como resueltas numerosas estrellas gigantes rojas, las cuales han permitido calcular la distancia a la que se halla. Mediciones de cómo varía el brillo superficial de la galaxia dan también una distancia muy similar.